# Alejandro Pozo
Alejandro Pozo Pozo (Huévar del Aljarafe, 22 febbraio 1999) è un calciatore spagnolo, difensore o ala del Jagiellonia in prestito dall'Almería.

## Caratteristiche tecniche
Nasce calcisticamente come ala offensiva, dinamico e rapido nelle movenze, grazie alla sua duttilità tattica può essere schierato anche come terzino destro, si dimostra molto abile nel dribbling, dotato tecnicamente, in possesso di un ottimo possesso palla e di una buona visione di gioco, per le sue caratteristiche è stato paragonato a Yannick Ferreira Carrasco.

## Carriera

### Club
Cresciuto nel settore giovanile del Siviglia, ha esordito con la seconda squadra del club andaluso il 21 agosto 2016, nella partita pareggiata per 3-3 contro il Girona. Il 22 ottobre ha segnato la prima rete in carriera, in occasione della vittoria per 1-2 contro il Numancia.
Il 20 agosto 2018, in seguito alla retrocessione degli andalusi in Segunda División B, passa in prestito annuale al Granada. Il 28 agosto 2019, dopo essere tornato al Siviglia ed essere stato inserito nella rosa della prima squadra, prolunga con i biancorossi fino al giugno 2023.
Il 16 gennaio 2020 si trasferisce fino al termine della stagione al Maiorca. Il 30 giugno successivo, segna la sua prima rete in Liga, nella roboante vittoria interna per 5-1 contro il Celta Vigo.

### Nazionale
Tra il 2015 e il 2016 ha disputato qualche gara con la nazionale Under-16 spagnola, nel biennio tra il novembre 2016 e il marzo 2018 ha militato nella nazionale Under-19 spagnola. Il 14 novembre dello stesso anno, ha fatto il suo esordio nella nazionale Under-21 spagnola, in un'amichevole disputata contro i pari età della Danimarca entrando al 72º, al posto di Carlos Soler.

## Statistiche

### Presenze e reti nei club
Statistiche aggiornate al 7 luglio 2023.
| Stagione                | Squadra                 | Campionato              | Campionato | Campionato | Coppe nazionali | Coppe nazionali | Coppe nazionali | Coppe continentali | Coppe continentali | Coppe continentali | Altre coppe | Altre coppe | Altre coppe | Totale | Totale |
| Stagione                | Squadra                 | Comp                    | Pres       | Reti       | Comp            | Pres            | Reti            | Comp               | Pres               | Reti               | Comp        | Pres        | Reti        | Pres   | Reti   |
| ----------------------- | ----------------------- | ----------------------- | ---------- | ---------- | --------------- | --------------- | --------------- | ------------------ | ------------------ | ------------------ | ----------- | ----------- | ----------- | ------ | ------ |
| 2016-2017               | Sevilla Atlético        | SD                      | 34         | 3          | -               | -               | -               | -                  | -                  | -                  | -           | -           | -           | 34     | 3      |
| 2017-2018               | Sevilla Atlético        | SD                      | 36         | 2          | -               | -               | -               | -                  | -                  | -                  | -           | -           | -           | 36     | 2      |
| Totale Sevilla Atlético | Totale Sevilla Atlético | Totale Sevilla Atlético | 70         | 5          |                 | -               | -               |                    | -                  | -                  |             | -           | -           | 70     | 5      |
| 2018-2019               | Granada                 | SD                      | 30         | 4          | CR              | 1               | 0               | -                  | -                  | -                  | -           | -           | -           | 31     | 4      |
| 2019-gen. 2020          | Siviglia                | PD                      | 3          | 0          | CR              | 1               | 0               | UEL                | 6                  | 0                  | -           | -           | -           | 10     | 0      |
| gen.-giu. 2020          | Maiorca                 | PD                      | 19         | 1          | CR              | 1               | 0               | -                  | -                  | -                  | -           | -           | -           | 20     | 1      |
| 2020-2021               | Eibar                   | PD                      | 30         | 0          | CR              | 2               | 0               | -                  | -                  | -                  | -           | -           | -           | 32     | 0      |
| lug.-ago. 2022          | Siviglia                | PD                      | 0          | 0          | CR              | 0               | 0               | UCL+UEL            | 0                  | 0                  | -           | -           | -           | 0      | 0      |
| ago. 2021-2022          | Almería                 | SD                      | 39         | 3          | CR              | 1               | 0               | -                  | -                  | -                  | -           | -           | -           | 40     | 3      |
| 2022-2023               | Almería                 | PD                      | 30         | 0          | CR              | 1               | 0               | -                  | -                  | -                  | -           | -           | -           | 31     | 0      |
| Totale Almeria          | Totale Almeria          | Totale Almeria          | 69         | 3          |                 | 2               | 0               |                    |                    |                    |             | -           | -           | 71     | 3      |
| Totale carriera         | Totale carriera         | Totale carriera         | 221        | 13         |                 | 7               | 0               |                    | 6                  | 0                  |             | -           | -           | 234    | 13     |

### Cronologia presenze e reti in nazionale
| Cronologia completa delle presenze e delle reti in nazionale ― Spagna | Cronologia completa delle presenze e delle reti in nazionale ― Spagna | Cronologia completa delle presenze e delle reti in nazionale ― Spagna | Cronologia completa delle presenze e delle reti in nazionale ― Spagna | Cronologia completa delle presenze e delle reti in nazionale ― Spagna | Cronologia completa delle presenze e delle reti in nazionale ― Spagna | Cronologia completa delle presenze e delle reti in nazionale ― Spagna | Cronologia completa delle presenze e delle reti in nazionale ― Spagna |
| Data                                                                  | Città                                                                 | In casa                                                               | Risultato                                                             | Ospiti                                                                | Competizione                                                          | Reti                                                                  | Note                                                                  |
| --------------------------------------------------------------------- | --------------------------------------------------------------------- | --------------------------------------------------------------------- | --------------------------------------------------------------------- | --------------------------------------------------------------------- | --------------------------------------------------------------------- | --------------------------------------------------------------------- | --------------------------------------------------------------------- |
| 8-6-2021                                                              | Leganés                                                               | Spagna                                                                | 4 – 0                                                                 | Lituania                                                              | Amichevole                                                            | -                                                                     | 46’                                                                   |
| Totale                                                                |                                                                       | Presenze                                                              | 1                                                                     |                                                                       | Reti                                                                  | 0                                                                     |                                                                       |

| Cronologia completa delle presenze e delle reti in nazionale ― Spagna under 21 | Cronologia completa delle presenze e delle reti in nazionale ― Spagna under 21 | Cronologia completa delle presenze e delle reti in nazionale ― Spagna under 21 | Cronologia completa delle presenze e delle reti in nazionale ― Spagna under 21 | Cronologia completa delle presenze e delle reti in nazionale ― Spagna under 21 | Cronologia completa delle presenze e delle reti in nazionale ― Spagna under 21 | Cronologia completa delle presenze e delle reti in nazionale ― Spagna under 21 | Cronologia completa delle presenze e delle reti in nazionale ― Spagna under 21 |
| Data                                                                           | Città                                                                          | In casa                                                                        | Risultato                                                                      | Ospiti                                                                         | Competizione                                                                   | Reti                                                                           | Note                                                                           |
| ------------------------------------------------------------------------------ | ------------------------------------------------------------------------------ | ------------------------------------------------------------------------------ | ------------------------------------------------------------------------------ | ------------------------------------------------------------------------------ | ------------------------------------------------------------------------------ | ------------------------------------------------------------------------------ | ------------------------------------------------------------------------------ |
| 14-11-2018                                                                     | Logroño                                                                        | Spagna under 21                                                                | 4 – 1                                                                          | Danimarca under 21                                                             | Amichevole                                                                     | -                                                                              | 72’                                                                            |
| 6-9-2019                                                                       | Astana                                                                         | Kazakistan under 21                                                            | 0 – 1                                                                          | Spagna under 21                                                                | Qual. Europeo Under-21 2021                                                    | -                                                                              | 46’                                                                            |
| 10-9-2019                                                                      | Castellón de la Plana                                                          | Spagna under 21                                                                | 2 – 0                                                                          | Montenegro under 21                                                            | Qual. Europeo Under-21 2021                                                    | -                                                                              | 83’                                                                            |
| 10-10-2019                                                                     | Cordova                                                                        | Spagna under 21                                                                | 1 – 1                                                                          | Germania under 21                                                              | Amichevole                                                                     | -                                                                              | 65’                                                                            |
| 15-10-2019                                                                     | Podgorica                                                                      | Montenegro under 21                                                            | 0 – 2                                                                          | Spagna under 21                                                                | Qual. Europeo Under-21 2021                                                    | -                                                                              | 68’                                                                            |
| 14-11-2019                                                                     | Alcorcón                                                                       | Spagna under 21                                                                | 3 – 0                                                                          | Macedonia del Nord under 21                                                    | Qual. Europeo Under-21 2021                                                    | -                                                                              | cap. 46’                                                                       |
| 3-9-2020                                                                       | Skopje                                                                         | Macedonia del Nord under 21                                                    | 0 – 1                                                                          | Spagna under 21                                                                | Qual. Europeo Under-21 2021                                                    | -                                                                              | cap. 70’                                                                       |
| 12-11-2020                                                                     | Marbella                                                                       | Spagna under 21                                                                | 2 – 0                                                                          | Fær Øer under 21                                                               | Qual. Europeo Under-21 2021                                                    | -                                                                              | cap.                                                                           |
| 30-3-2021                                                                      | Celje                                                                          | Spagna under 21                                                                | 2 – 0                                                                          | Rep. Ceca under 21                                                             | Europeo Under-21 2021 - 1º turno                                               | -                                                                              | 73’                                                                            |
| Totale                                                                         |                                                                                | Presenze                                                                       | 9                                                                              |                                                                                | Reti                                                                           | 0                                                                              |                                                                                |

## Palmarès

### Competizioni nazionali
- Segunda División: 1

Almería: 2021-2022